# NGC 3377
NGC 3377 is een elliptisch sterrenstelsel in het sterrenbeeld Leeuw. Het hemelobject werd op 8 april 1784 ontdekt door de Duits-Britse astronoom William Herschel. Het ligt in de buurt van NGC 3377A.

## Synoniemen
- UGC 5899
- MCG 2-28-9
- ZWG 66.16
- PGC 32249